# Marcos Konder Netto
 Marcos Konder Netto (Blumenau, 11 de novembro de 1927 - Rio de Janeiro, 14 de dezembro de 2021) foi um arquiteto, professor, poeta e pintor brasileiro, e um destacado representante da arquitetura moderna no país. 

Marcos Konder teve também, ao longo de sua vida, relevante participação política, em defesa de uma sociedade mais justa e democrática. Participou ativamente do Instituto de Arquitetos do Brasil, Departamento do Rio de Janeiro (IAB/RJ), do qual foi presidente de 1966 a 1967, e do comitê editorial da Revista Arquitetura, lançada em 1962 e interrompida em 1968, com o estabelecimento do AI-5.
 “A metrópole é o somatório de suas arquiteturas, sejam elas recentes ou não, humildes ou grandiosas. Todas as edificações, tanto as predominantemente utilitárias como as intencionalmente simbólicas (certos edifícios públicos ou monumentos), concorrem para a sua legibilidade, engrandecimento e pleno usufruto de seus cidadãos." (Marcos Konder) 

## Família
Seu bisavô alemão, Markus Konder, imigrou para o Brasil no início do século, estabelecendo-se pioneiramente em Itajaí. Desde então a família Konder tem estado tradicionalmente ligada à política do estado de Santa Catarina e do Brasil, contando entre seus representantes Marcos Konder, Adolfo Konder, Vítor Konder, Jorge Konder Bornhausen e ainda o filósofo marxista Leandro Konder.

## Formação e influências
Marcos Konder formou-se pela Faculdade Nacional de Arquitetura da Universidade do Brasil, atual UFRJ, e trabalhou no início da carreira com os conhecidos arquitetos Sérgio Bernardes e Affonso Eduardo Reidy.
Dentre suas principais influências, além dos já citados Bernardes e Reidy, Marcos Konder menciona as idéias e projetos de Le Corbusier e dos arquitetos brasileiros Lúcio Costa e Oscar Niemeyer. Posteriormente Marcos Konder foi se desencantando com o tradicional racionalismo europeu inspirado por Le Corbusier e passou a identificar-se mais com a arquitetura orgânica, aberta e mais humanista representada por outros grandes mestres internacionais, como Frank Lloyd Wright e, principalmente, Alvar Aalto.

## Obra

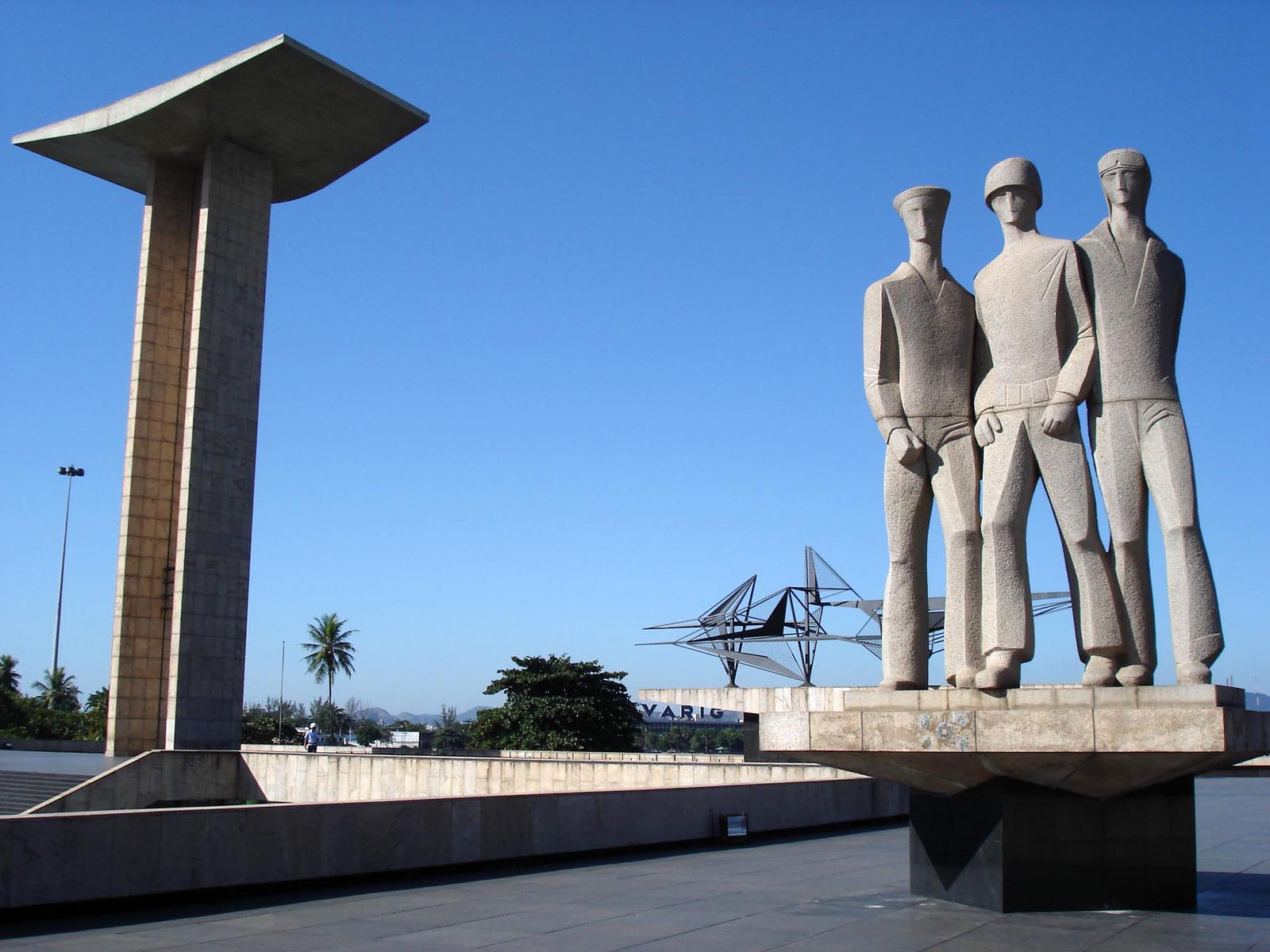
Monumento aos Pracinhas, Rio de Janeiro.

O mais conhecido projeto de Marcos Konder, em colaboração com Hélio Ribas Marinho, que depois viria a ser seu sócio, foi o Monumento aos Mortos da Segunda Guerra Mundial, erguido no Rio de Janeiro, no Aterro do Flamengo e mais conhecido como Monumento aos Pracinhas. O monumento cobre uma área de 6 850 metros quadrados, em três planos: subsolo, patamar e plataforma, e conta com obras de escultura de Alfredo Ceschiatti e Júlio Catelli Filho, além de pinturas murais de Anísio Medeiros. 
Outros projetos de Marcos Konder no Rio de Janeiro são o Restaurante Rio's, também situado no Parque do Flamengo; o Clube Campestre, no Alto Leblon; o Centro Administrativo São Sebastião, sede da Prefeitura Municipal, na Cidade Nova; o Espaço de Desenvolvimento Infantil Professora Sarita Konder, em Santa Teresa; e as residências Konder, Silvio Kauffmann e Sumares.
Dentre seus projetos urbanísticos, podem-se destacar o Plano de Ocupação para o grupamento residencial Selva de Pedra, no Leblon; o Plano Urbanístico Cidade Nova; e o Projeto de Urbanização da Praia do Pinto.
Fora do Rio de Janeiro, Marcos Konder foi responsável pelos projetos do SESI e do SENAI Ceará (CE), do SESI Taguatinga (DF) e do Centro Escolar Goverrnador Valadares (MG).

## Concursos
Konder participava regularmente, como concorrente ou jurado, de concursos públicos e privados de arquitetura, tanto no Brasil quanto no exterior. Dentre os projetos desenvolvidos para esses concursos, diversos receberam premiações ou menções honrosas mas não chegaram a ser executados. Dentre estes, merecem ser citados o Edifício Peugeot, em Buenos Aires; o Monumento Auschwitz, na Polônia; o Pavilhão do Brasil na Expo Internacional de Sevilha, na Espanha; o Memorial Rio 92 e o edifício do Instituto de Resseguros do Brasil (IRB), no Rio de Janeiro (RJ); o Teatro Municipal de Campinas (SP); o Mercado Municipal e o Centro Evangélico, em Porto Alegre (RS); o prédio do Banco Nacional de Desenvolvimento Econômico (BNDE) e a Igreja Presbiteriana Nacional de Brasília (DF); e o Banco de Crédito da Amazônia, em Belém (PA).

## Premiações
Dentre os prêmios recebidos por Konder, destacam-se:
- 1º lugar no Concurso Privado para o Instituto de Resseguros do Brasil, Rio de Janeiro (RJ), em 1963.
- 1º lugar no Prêmio  Anual do Instituto de Arquitetos do Brasil (IAB), Rio de Janeiro (RJ), em 1967.
- 1º lugar no Concurso Privado para o Banco da Amazônia (arquiteto associadoːHélio Ribas Marinho), Belém (PA), em 1975.
- 1º lugar no Concurso Público para o Memorial Ecológico RIO 92 (colaboradorː arquiteto Luiz Felipe Mauad), Rio de Janeiro (RJ), em 1991.
- “Arquiteto do ano”, pelo Sindicato dos Arquitetos e Urbanistas no Estado do Rio de Janeiro (SARJ ), em 1995.
- “Colar de ouro”, maior comenda do Instituto de Arquitetos do Brasil (IAB), em 2003.

## Serviço público
Konder desempenhou diversos cargos e atividades no serviço público, dentre eles: 
- Colaborador do arquiteto Afonso E. Reidy no Departamento de Urbanismo do DF, Rio de Janeiro (1952/54).
- Chefe do Serviço de Urbanismo e Diretor da Divisão de Estudos e Projetos da SEPE, Rio de Janeiro, (1967/73).
- Supervisor Chefe da Supervisão de Estudos da CEPE, RJ (1973/75).
- Assessor Chefe da Assessoria de Articulação com a Região Metropolitana do Município do Rio de Janeiro (1975/76).
- Assessor do Gabinete do Secretário da Secretaria de Obras e Serviços Públicos do Município do Rio de Janeiro (1976/79).
- Assessor Especial do Gabinete do Secretário da Secretaria de Justiça do Estado do Rio de Janeiro (1988/92).